# Serrano (cheval)
Pour les articles homonymes, voir Serrano.
Le Serrano (espagnol : caballo serrano) est une race de petits chevaux de travail de robe baie ou noire, originaire de la sierra de Guadarrama, en Espagne. La race était bien connue et décrite au XIXe siècle. Devenue extrêmement rare en raison de croisements, elle ne compte plus qu'une quarantaine de représentants en 2011. L'assemblée de Madrid la reconnaît officiellement et engage un plan de sauvegarde cette même année. 

## Histoire

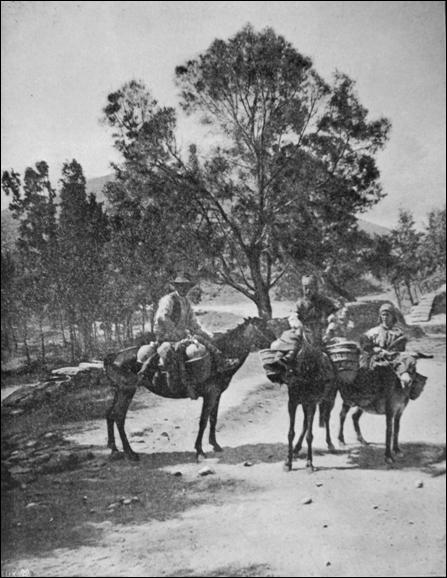
Chevaux Serrano en 1918.

Le Serrano descend de chevaux employés localement au travail agricole, d'origine ancienne. Ils étaient localement nommés Serrano, Serranillo ou Gabarrero. Ils sont décrits en 1849 par le colonel Juan Cotarelo, dans son Manual de la Provincia de Madrid, qui écrit « Hemos dicho el ganado de que se hace uso en Madrid, y respecto á los caballos que hay en los demás pueblos de la provincia, se observa que son de poca alzada, revueltos y útiles para carga y otras faenas de los labradores, mejor que para silla; tienen mucha resistencia, se mantienen con poco pienso, siendo muy á propósito para viajar por terrenos montañosos; pero estos caballos, sin escuela, sin cuidado y abandonados en las praderas cuando no están en el trabajo, son descompuestos y faltos de la gracia y orgullo de que está poseído un caballo de la ribera del Guadalquivir, del Genil ó del Guadalete ».
La race rend de nombreux services aux habitants locaux, mais est beaucoup croisée et devient menacée de disparition. En 2011, des initiatives locales visent à régénérer le Serrano, devenu très rare. Notamment, l'association El Maíllo se mobilise pour sa sauvegarde.
Le 14 mars 2011, le Serrano est déclaré patrimoine génétique, d'histoire et de culture à l'assemblée de Madrid,, les trois groupes parlementaires présents décidant à l'unanimité de lever des fonds pour sauvegarder la race. D'après le guide Delachaux, la race ne serait pas officiellement reconnue par le gouvernement espagnol ; il s'agit d'une erreur, car l'assemblée madrilène a bien reconnu le Serrano comme raza autóctona.

## Description
D'après le guide Delachaux, ces chevaux toisent de 1,30  à   1,40 m. Ce sont donc de petits chevaux. Leur longue tête est étroite. La robe est baie sous toutes les nuances, ou plus rarement noire. Docile, robuste et sobre, le Serrano s'est adapté au climat local de la sierra de Guadarrama, et en particulier au froid hivernal.

## Utilisations
Cet ancien cheval agricole est désormais élevé pour la viande et l'équitation de loisir, telle que la randonnée équestre. Le but de la sauvegarde de la race par le gouvernement espagnol est de promouvoir l'écotourisme et l'éducation au respect de l'environnement,. 

## Diffusion de l'élevage

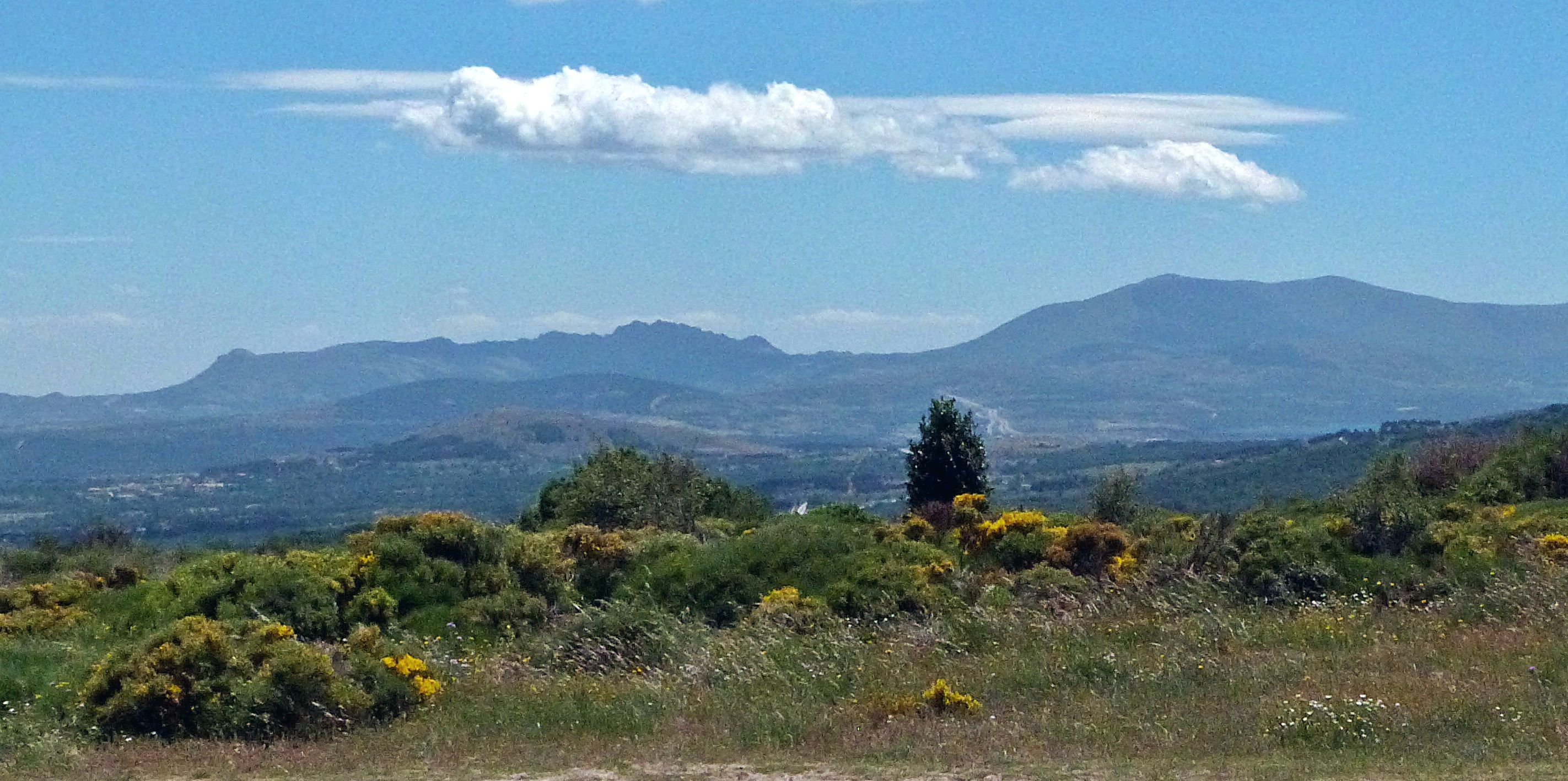
Sierra de Guadarrama

La race est propre à la sierra de Guadarrama, dans la communauté de Madrid, en Espagne. En 2011, il ne restait que 9 étalons et 29 juments.